# Rinnenbrunn

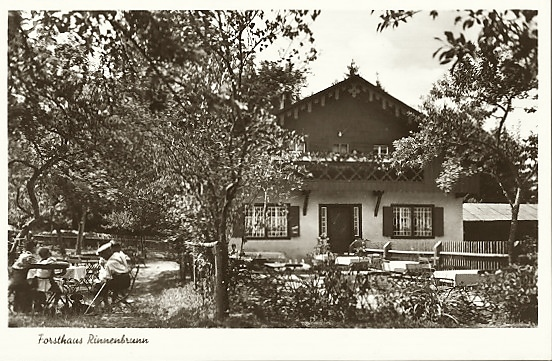
Forsthaus Rinnenbrunn um 1930

Rinnenbrunn ist ein unbewohnter amtlich benannter Gemeindeteil von Hirschbach im Oberpfälzer Landkreis Amberg-Sulzbach in Bayern auf der Gemarkung Achtel.
Das ehemalige Forsthaus liegt gut fünf Kilometer nordöstlich von Hirschbach im bayerischen Staatsforst.

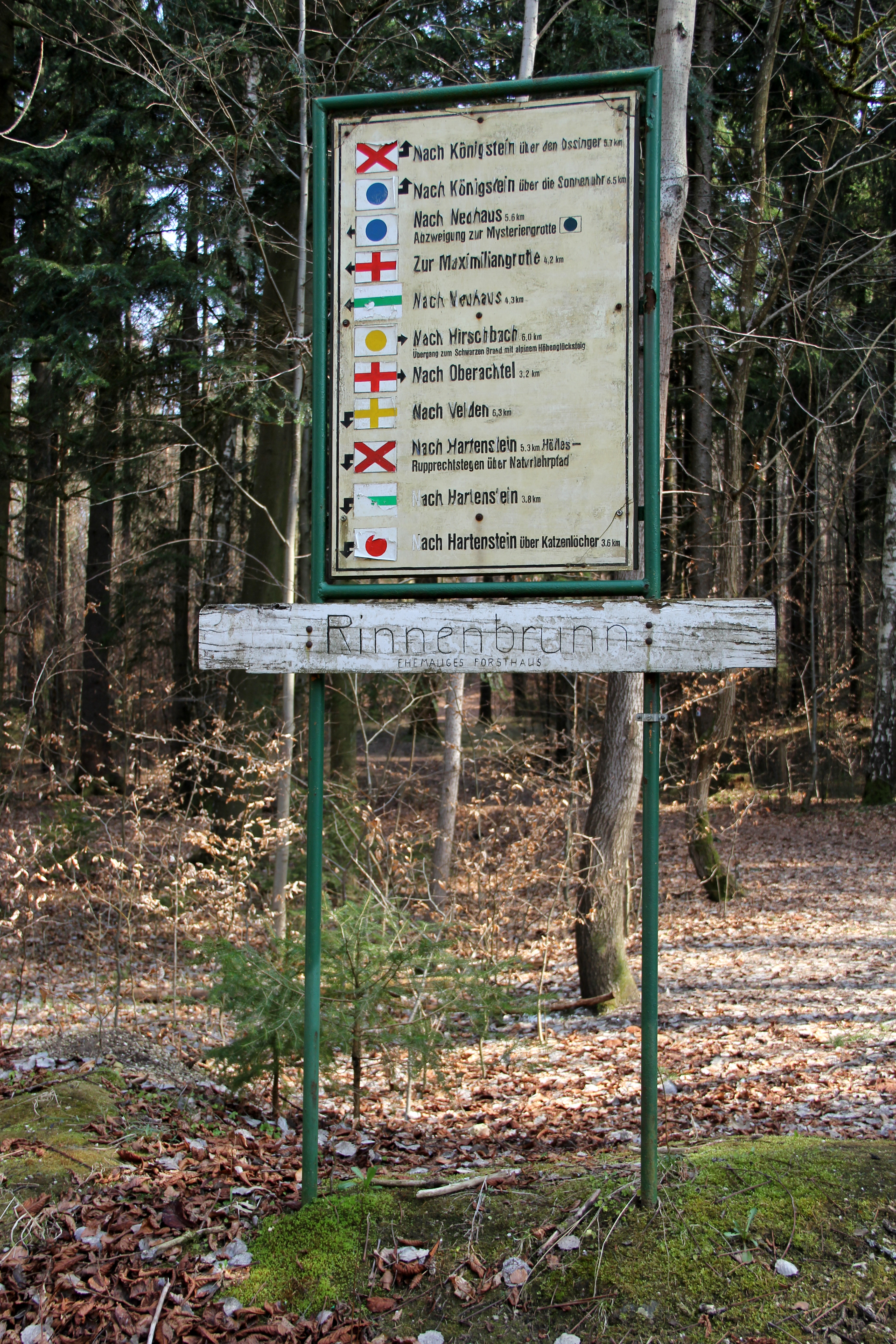
Wandertafel in Rinnenbrunn

Seit mindestens 1871 gehörte der Ort zur Gemeinde Rothenbruck. 1961 hatte er fünf Einwohnern und ein Wohngebäude und kam 1972 durch Eingemeindung zur Gemeinde Neuhaus an der Pegnitz im mittelfränkischen Landkreis Nürnberger Land.
Bei den Volkszählungen 1970 und 1987 war der Ort unbewohnt.
Früher hieß der Ort auch „Rinderbrunnen“ und war ein beliebtes nahtouristisches Ausflugsziel. Das Forsthaus wurde in den 1960ern abgebrochen. Heute befinden sich dort ein Wanderparkplatz, eine große Wiese und ein Scheunengebäude. Der Wanderparkplatz ist ein Kreuzungspunkt von zahlreichen markierten Wanderwegen.
Nahe Rinnenbrunn liegen am Hang des Steinberges die Karsthöhle Bismarckgrotte und der Zyprianstein.